# Јован Карпатски
Свети Јован Карпатски је био православни монах и епископ чија се дела описана у Добротољубљу.

## Живот
О житију Светог Јована Карпатског се мало зна. Свети Никодим Светогорски је рекао: „Не зна се када је Јован деловао ни где се подвизавао.“ Сматра се да је Свети Јован Карпатски постао епископ Карпатоса. Познато је да је током свог живота давао писане савете монасима у Индији, наглашавајући потребу за уздржаношћу и хришћанском врлином.
Неки од списа Светог Јована Карпатског могу се наћи у Добротољубљу, збирци списа између 4. и 15. века.

## Светост
Средином осамдесетих година прошлог века митрополит карпатски и касоски Амвросије је тражио да се Свети Јован Карпатски упише у званичну листу православних светитеља, са благословом патријарха цариградског Вартоломеја.
Године 1985. 25. август је одређен за празник Светог Јована Карпатског.